# Кастелета (Мачерата)
Кастелета (итал. Castelletta) насеље је у Италији у округу Мачерата, региону Марке.
Према процени из 2011. у насељу је живело 47 становника. Насеље се налази на надморској висини од 204 м.